# Akrotiri (Santorini)
Akrotiri era un'antica città portuale risalente all'Età del Bronzo situata a sud nell'antica isola di Thera, oggi Santorini. Distrutta e sepolta dall'eruzione del vulcano di Santorini nel 1628 a.C., è tornata alla luce nel 1967 grazie agli scavi voluti dall'archeologo Spyridōn Marinatos. Proprio a causa del deposito delle ceneri vulcaniche sulla città si sono conservati edifici, affreschi e ceramiche, motivo per cui viene anche chiamata la “Pompei dell'Egeo”. Secondo alcuni studiosi di varie epoche è stata interpretata come la città di Atlantide, protagonista del celebre mito di Platone.

## Collocazione geografica
Nella parte sud dell'isola di Santorini, nel mar Egeo, è situato il moderno paese di Akrotiri, il cui nome significa promontorio. L'antico villaggio di Akrotiri si trovava in un'area più pianeggiante e bassa rispetto a quello moderno, non lontano dal mare. Grazie alla baia sicura dove sorgeva, era molto sviluppato nelle attività marittime. Tra tutti i villaggi di Thera, Akrotiri era anche il più avvantaggiato perché la parte sud di Thera, prima dell'eruzione del 1628 a.C., era più pianeggiante rispetto alla parte a nord ed era anche più adatta all'agricoltura, perché protetta dai venti nordici e forse soggetta a maggiori precipitazioni.

## Storia degli scavi archeologici

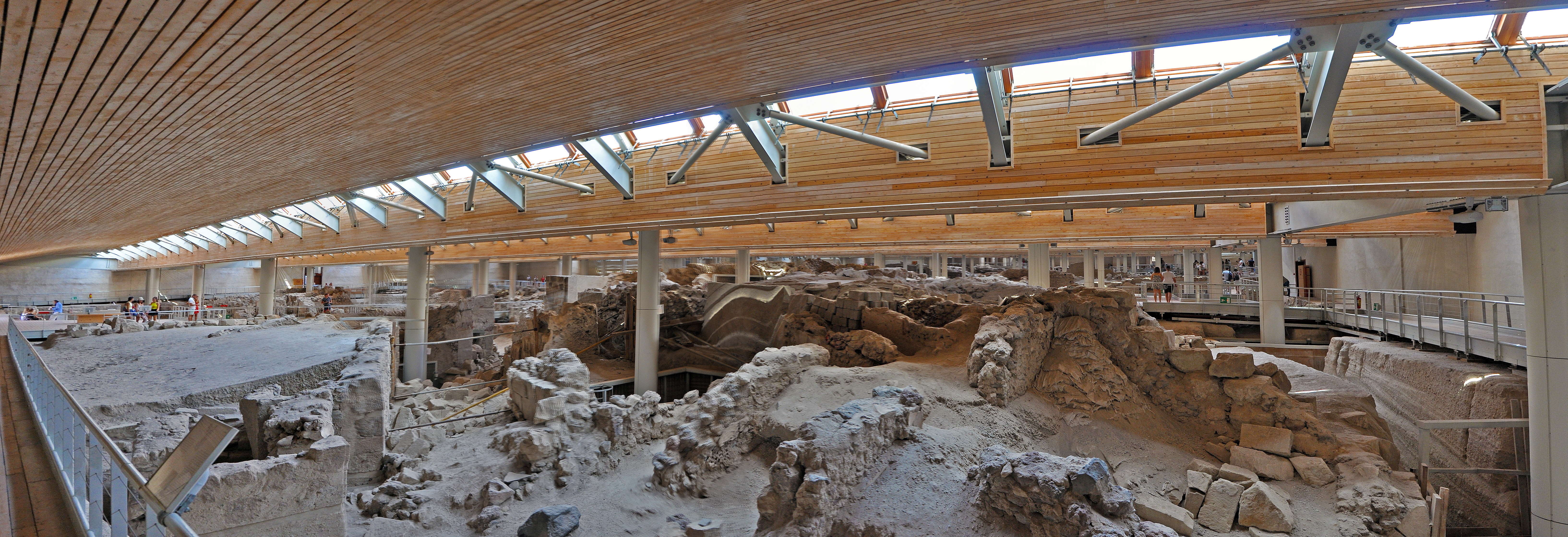
Panorama dall'ingresso degli scavi

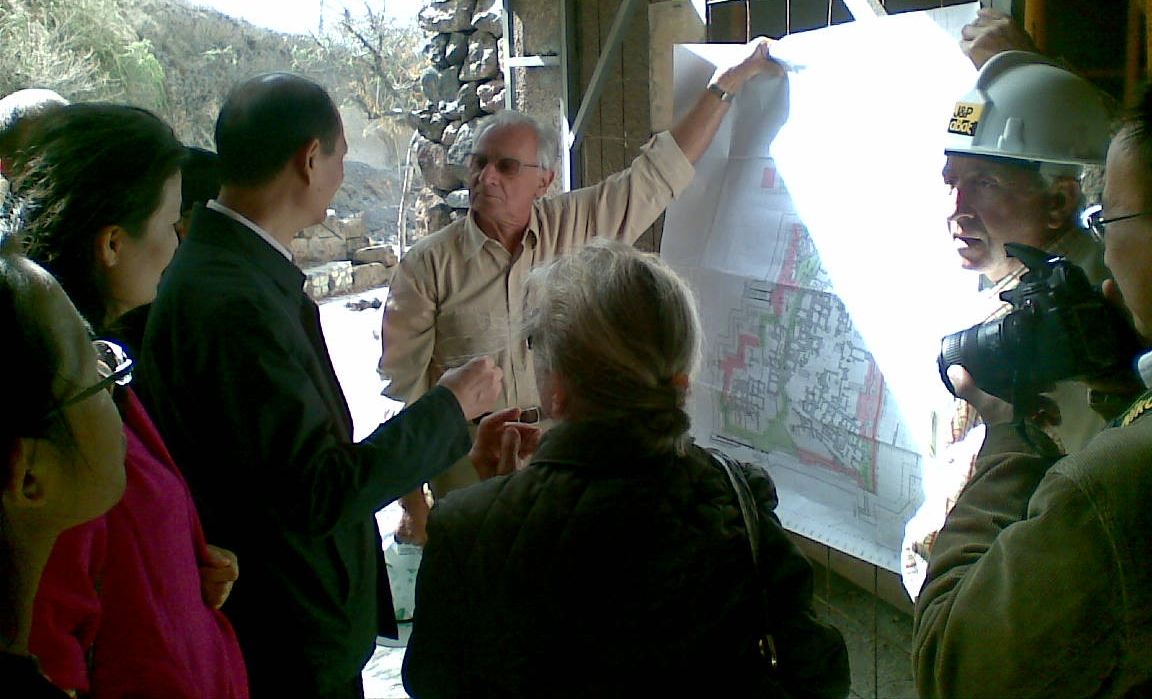
Christos Doumas a Akrotiri nel 2010

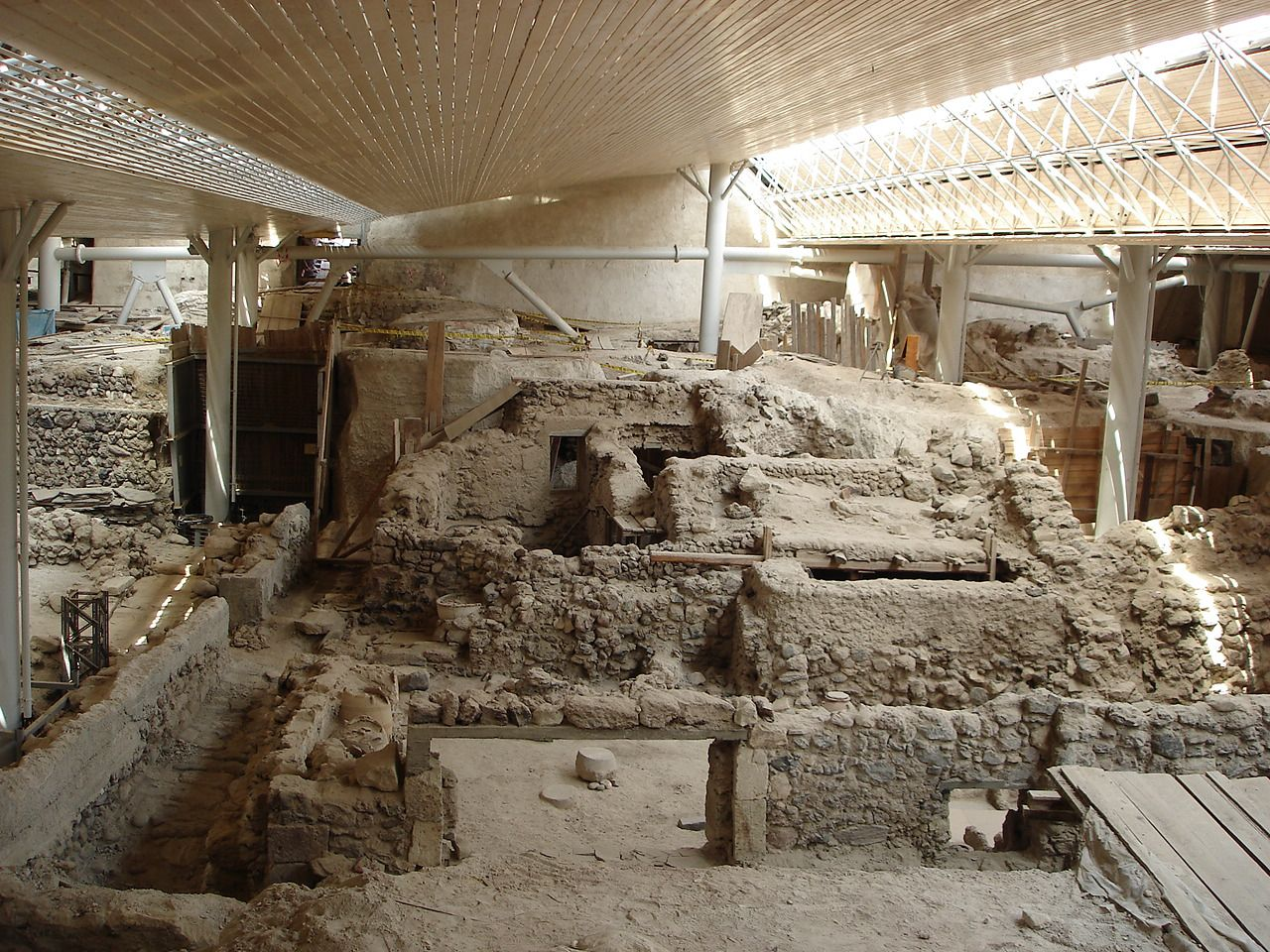
Vista generale di una parte degli scavi

Le antiche rovine di Akrotiri furono scoperte nel 1860 dai lavoratori delle cave di roccia vulcanica per il Canale di Suez, ma gli scavi su larga scala non ebbero inizio prima del 1967. L'archeologo greco Spyridōn Marinatos per primo decise di scavare in quell'area per corroborare l'ipotesi secondo la quale l'antica civiltà minoica di Creta sarebbe stata distrutta dall'esplosione vulcanica di Thera del 1628 a.C. Le sue esplorazioni però furono ritardate dallo scoppio della seconda guerra mondiale e Marinatos tornò sull'isola solo negli anni '60. L'area era stata già analizzata precedentemente da altri studiosi, ma era rimasto poco del loro lavoro, inoltre le tracce degli scavi del XIX secolo erano state cancellate dalle arature dei contadini. Marinatos cominciò a scavare in un determinato punto basandosi su una mappa tracciata dallo studioso francese, Henri Mamet, nel 1874, e su indicazioni di abitanti locali che avevano sentito parlare di resti antichi o che li avevano trovati durante l'aratura. Fu così che Nikos Pelekis, facendo da guida a Marinatos, influenzò la decisione di scavare in una posizione arretrata rispetto al mare pensando che la parte più popolosa della città dovesse sorgere in una zona più protetta e non vicino al porto.. Gli scavi cominciarono nel 1967 sotto la guida di Marinatos che li diresse fino al 1974, anno della sua morte. Le stagioni di scavo 1967-68 furono dedicate a determinare l'estensione della città. Marinatos si rese conto che si trattava di un progetto a lungo termine, e per questo furono costruiti diversi laboratori per immagazzinare, restaurare, trattare e esaminare i reperti, insieme alla costruzione di sistemazioni per il personale che ci lavorava. Marinatos si trovò ad affrontare alcuni problemi: gli edifici ritrovati erano costruiti in pietrisco e argilla rinforzati con legno, il legno però si era disintegrato e l'argilla sgretolata, motivo per cui bastava la pioggia a far crollare le strutture. Per rinforzarle, soprattutto quelle a più piani, venne inserito del cemento dove prima si trovava il rinforzo in legno e, per proteggerle dall'erosione, fu eretta una copertura supportata da pilastri in Dexion. Scavando alla base dei pilastri furono ritrovati i reperti più antichi del sito appartenenti al primo-secondo periodo dell’antico cicladico. Nel 1974 Marinatos morì d'infarto all'interno del cantiere, e fu sepolto nella “terra di Akrotiri”, vicino all'ingresso del sito archeologico.
Gli scavi ripresero nel 1976 sotto la nuova direzione dell'archeologo Christos Georgiou Doumas. A fine anni ‘90 fu pianificata la costruzione di un nuovo tetto. Il 23 settembre 2005, quando i lavori erano quasi ultimati, una parte del tetto collassò ferendo sei turisti e uccidendone uno. Il sito rimase chiuso sia ai turisti che agli archeologi fino all'11 aprile 2012.
Nonostante i 10000 metri quadrati già scavati non ci sono elementi che indichino i margini della città. Alcuni insediamenti che si trovano a più di 1 km dal sito di Akrotiri potrebbero essere interpretati come periferie o sobborghi, come la cava Mavromatis, le rovine di Balos o il sito di Zahn, facendo pensare a una superficie complessiva del centro abitato di circa 200.000 metri quadri. Un test geologico fatto sul sito nel 2005 attraverso la tomografia ad alta risoluzione - un metodo per ottenere immagini da sotto la superficie con onde di energia - ha individuato cavità sotterranee artificiali e naturali. Nel 2012 sono cominciate anche le ricerche dell'antico porto di Akrotiri, poiché si ipotizza che molta parte della città e delle attività che vi si svolgevano debbano ancora essere scoperte. Pare che finora sia stato portato alla luce solo il 5% dell'area urbana.

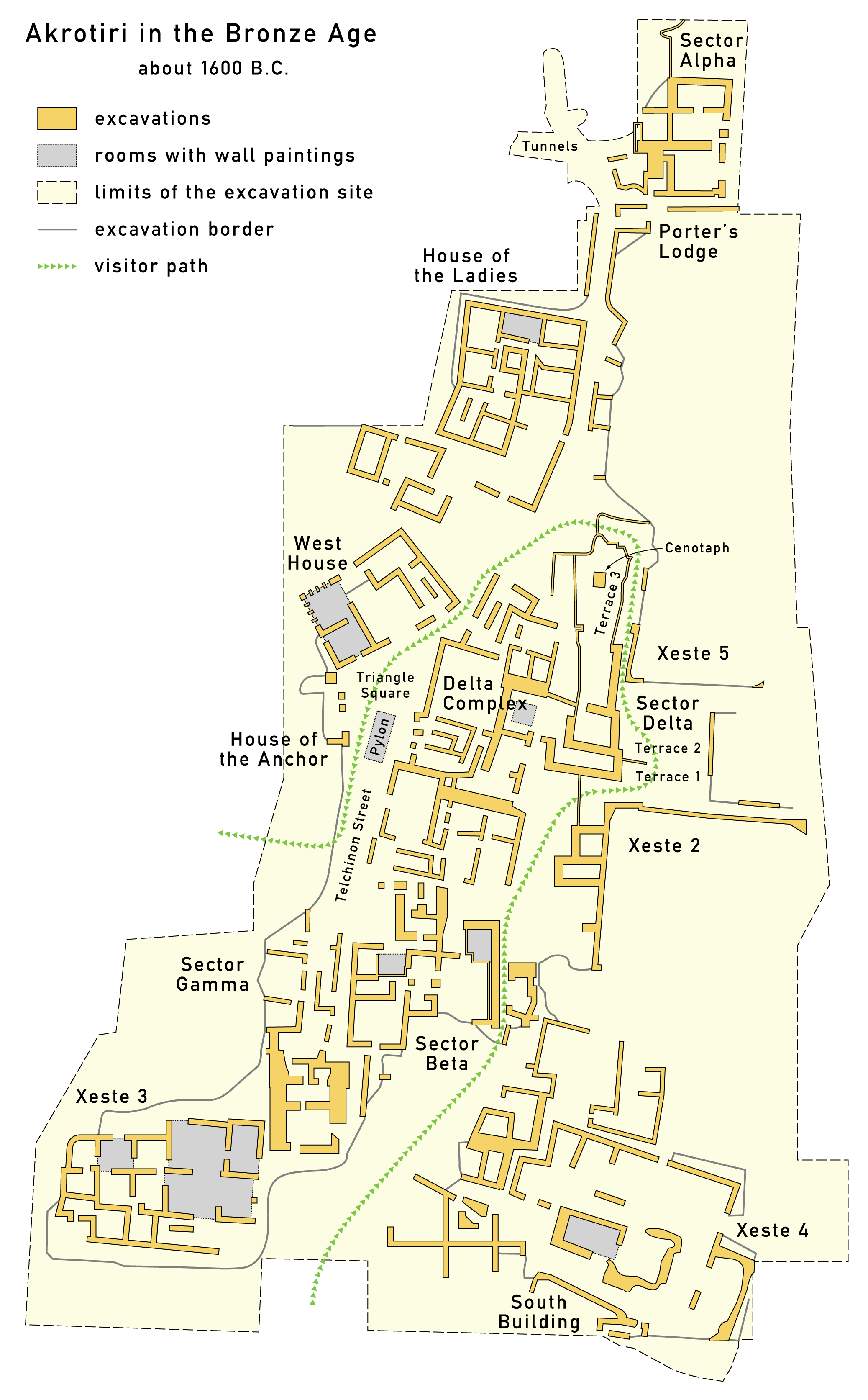
Mappa di Akrotiri nell'età del Bronzo, 1600 a.C.

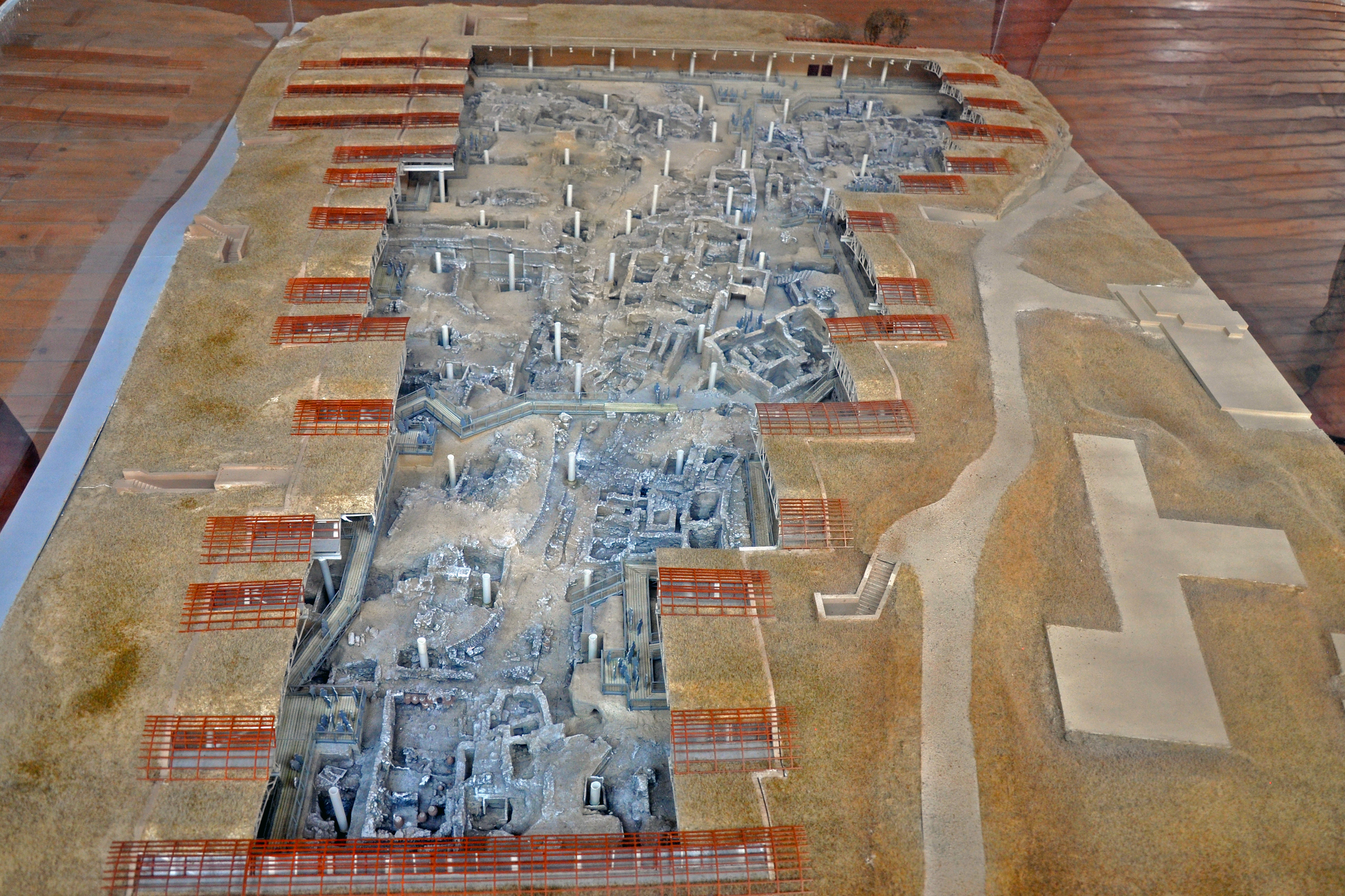
Plastico degli scavi.

## Mappa della città
La città era attraversata da strade strette e tortuose, in modo simile agli attuali paesi di Santorini, le quali delineavano complessi di palazzi e edifici. Si tratta di un tipo di strade adatte a una società senza veicoli, ci poteva passare solo un asino caricato alla volta. La tortuosità delle strade forse era usata per controllare le violente raffiche di vento o per prevenire l'indebolimento delle fondamenta delle case durante le piogge torrenziali, ma poteva anche essere dovuta alla forma irregolare dell'intreccio delle case. I restanti spazi tra le case formavano delle piazze dalle quali si irradiavano le strade coperte con pietre consistenti, sotto alle quali correvano le fogne cioè stretti fossati ricoperti di lastre di pietra, connessi con le case attraverso tubi di argilla incorporati nelle mura delle case. È stato scoperto anche un sistema di drenaggio, che insieme alle fogne induce a pensare ad un alto standard di civilizzazione.

## Reperti architettonici
Sono stati riportati alla luce 40 edifici, ma solo alcuni di questi hanno attirato l'attenzione degli archeologi. I resti architettonici più numerosi e conservati meglio sono del medio periodo cicladico. Vi si trovano anche alcune costruzioni del tardo cicladico, probabilmente sorte su edifici precedenti danneggiati dal terremoto che precedette l'eruzione vulcanica definitiva. Dopo il terremoto gli abitanti ricostruirono in modo più lussuoso e maestoso, al momento della distruzione Akrotiri era un insediamento fiorente grazie alle sue attività mercantili e alla gestione del commercio tra la Grecia continentale e Creta. Gli edifici non sembrano seguire uno standard preciso riguardo alla pianta della casa. Gli abitanti vivevano e dormivano nei piani superiori dove le finestre erano più grandi. Le eccezioni a questa regola sono date dalle grandi finestre a piano terra nelle stanze adibite ad esempio a negozio. Porte e finestre erano in legno; le finestre forse venivano protette da un materiale trasparente simile alla pergamena. Il pavimento a piano terra era in terra battuta, mentre i piani superiori in pietra e legno. Le mura interne venivano ricoperte di intonaco. Solitamente il piano terra e le cantine erano usate come magazzino, a meno che non fossero adibiti a officine, e vi si trovavano grandi giare usate per contenere legumi, orzo, farina, frutta secca, lumache, pesce essiccato, il vino, l'olio d'oliva. Queste giare potevano trovarsi parzialmente murate in terra, oppure appoggiate al muro o separate da tramezzi di pietra o argilla.

### L'arte e gli affreschi

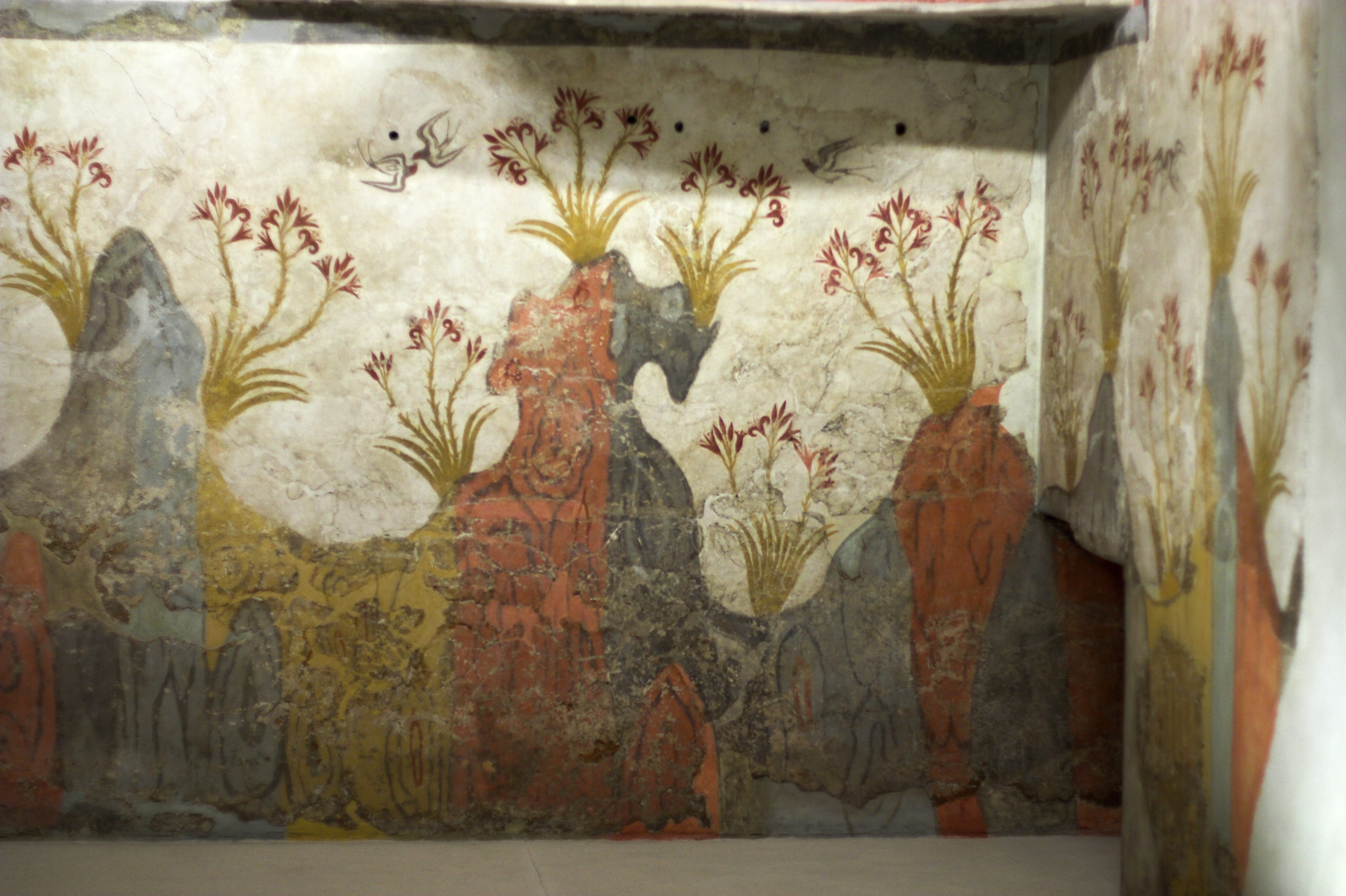
"Affresco della Primavera" con rondini e fiori, edificio Delta

Il sito archeologico ha anche fornito molto materiale pittorico, sia interamente conservato che in frammenti. La tecnica delle pitture su muro era quella utilizzata anche a Creta. Nei piani superiori, sulla parte superiore, le pareti erano coperte da un sottile strato di intonaco di calce applicato sul normale strato di paglia mista a argilla. Spesso l'intonaco bianco veniva lasciato a modo di sfondo. All'interno dei bagni sulla superficie delle pareti l'intonaco era di colore ocra. In molti casi non si può parlare di veri e propri affreschi perché l'artista cominciava a dipingere quando l'intonaco era ancora bagnato per poi concludere quando l'intonaco era asciutto, per questo motivo in certi punti la pittura è penetrata nell'intonaco e in altri punti invece si è sfaldata. I pigmenti sembrano esser stati tutti di origine minerale. In ogni affresco si può notare come l'artista volesse che la pittura fosse delimitata, e ciò viene realizzato disegnando dei limiti propri, in modo indipendente dal muro. È probabile che esistessero scuole di artisti, ma questi avevano molta libertà nello svolgimento delle loro opere, libertà che invece non avevano riguardo alla scelta dei temi, imposti dai committenti. L'arte egea, minoica e poi micenea, preferiva una visione complessiva dando l'impressione di sorvolare la scena. Spesso si tratta di scene “narrative” che raccontano qualcosa, come il “Pescatore” che sembra aver qualcosa da dire, o la sacerdotessa dello “Young Priestess” che sta svolgendo un rituale, entrambe le pitture nella Casa Occidentale; l'affresco della flotta, sempre nella Casa Occidentale, racconta la storia di un viaggio da un porto all'altro. Tassos Margaritoff, uno dei principali restauratori di icone
bizantine e affreschi Greci, insieme ai suoi collaboratori si occupò degli affreschi. I primi frammenti di pittura su muro furono ritrovati nel 1968 nel settore Alfa, ma l'entusiasmo crebbe ancora di più con la scoperta della pittura delle “Scimmie blu”, nel 1969, nella stanza Beta 6, il paesaggio roccioso che le scimmie stanno scalando assomiglia molto alle rocce vulcaniche vicine al sito. Il culmine fu raggiunto con la scoperta dell'“Affresco della Primavera”, nella stanza Delta 2, il primo e l'unico affresco interamente conservato e ancora nella sua posizione originale. Dopo che fu ripulito venne staccato dal muro, che si trovava in cattive condizioni, con una delicata operazione di rimozione. Gli affreschi ritrovati sul pavimento invece venivano localizzati e i frammenti venivano raccolti, portati nel laboratorio vicino, ripuliti e rimessi insieme come un enorme puzzle in verticale, con l'aiuto di sistemi a griglia e della matematica per calcolare la posizione in terra relativa a dove i frammenti sarebbero stati sulla parete. Gli affreschi sono stati trasferiti al Museo Archeologico Nazionale di Atene, nonostante Santorini cerchi di riaverli.

### Edificio Alfa
L'edificio Alfa era composto da almeno due piani. Nell'ala est a piano terra sono stati ritrovati molti vasi di ceramica, mentre dell'ala ovest è stata esplorata solo una stanza dove sono stati ritrovati l'installazione di un mulino e un gabinetto. Le parti est e ovest hanno entrate separate ma probabilmente erano collegate all'interno dei piani superiori.

### Edificio Beta

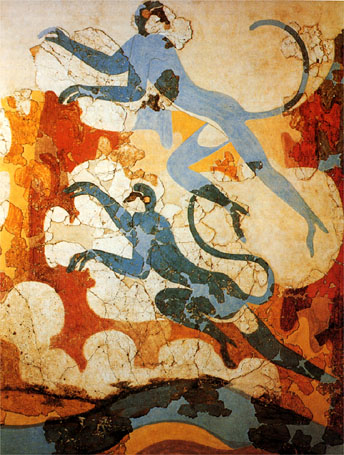
Scimmie blu che scalano il paesaggio roccioso, edificio Beta

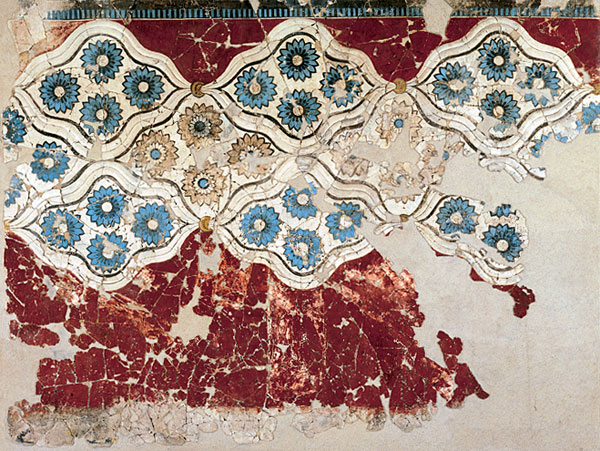
Rosette decorative all'interno dell'Edificio Gamma

L'edificio Beta è stato gravemente danneggiato ed è stato esplorato solo in parte. Vi sono state ritrovate giare per l'immagazzinamento e pentole da cucina. Al primo piano si trovavano due o più stanze decorate con pitture. Nella stanza Beta 6 sono stati ritrovati frammenti di un affresco raffigurante otto scimmie blu intente a scalare un paesaggio roccioso, molto simile a quello delle vicine rocce vulcaniche. Il confine in basso dell'affresco era costituito da fasce ondulate, il confine in alto invece da un fregio con spirali, sembra che l'affresco si estendesse per almeno due pareti ma la condizione così danneggiata non permette di capire quanto davvero si estendesse. Nella stanza Beta 1, al piano più alto, si trovava la pittura dei “Boxing Children”; secondo Marinatos si trattava di entità divine perché le loro teste blu si riconnetterebbero ad alcuni epiteti presenti nei poemi omerici, ma a Thera il blu per i capelli veniva associato spesso anche alle persone giovani, quindi il dipinto forse mostrava solo due giovani che giocavano. Le pareti ovest, nord e est della stanza Beta 1 erano coperte da dipinti che raffiguranti sei antilopi. I confini degli animali erano sottolineati da una linea nera mentre le teste erano ricche di dettagli. Per tutta la stanza correva un fregio di edera stilizzata con foglie blu che crescono da un gambo rosso.

### Edificio Gamma
L'edificio Gamma si trova spostato a ovest rispetto all'antistante edificio Beta. Sono state esplorate solo tre stanze, e in base ai resti si può dedurre che avesse due piani. Nella stanza Gamma 10 sono stati ritrovati alcuni frammenti di un dipinto che probabilmente rappresentava rosette sparse in modo casuale su un terreno bianco e piatto, secondo Marinatos forse si trattava dell'imitazione di una tecnica architettonico-decorativa utilizzata dai Sumeri.

### Edificio Delta
L'edificio Delta si trova accanto e a nord dell'edificio Beta, ed era composto da almeno cinque aggiunte rispetto al nucleo originale, ogni aggiunta con la sua entrate, ma nei piani superiori alcune stanze erano connesse. Aveva almeno due piani e nella parte più a nord sono state trovate tracce di un terzo piano. A piano terra comprendeva più di 20 stanze, un focolare, pitture e ceramiche, infatti si ipotizza che la stanza Delta 16 fosse un negozio di ceramica, vasi di pietra e altra merce. La stanza Delta 2 presentava “l'affresco della primavera”: le pareti nord, sud, ovest erano coperte da una pittura che rappresentava un paesaggio montagnoso con rocce colorate, da alcune delle quali vengono fuori mazzi di gigli; vi erano rappresentati anche uccelli in pose naturalistiche. Secondo Marinatos si tratterebbe della rappresentazione della primavera attraverso una concezione religiosa, con rondini che preparano il loro nidi anche se ad oggi le rondini non nidificano più a Santorini forse a causa delle ceneri vulcaniche di cui è ricoperta l'isola.

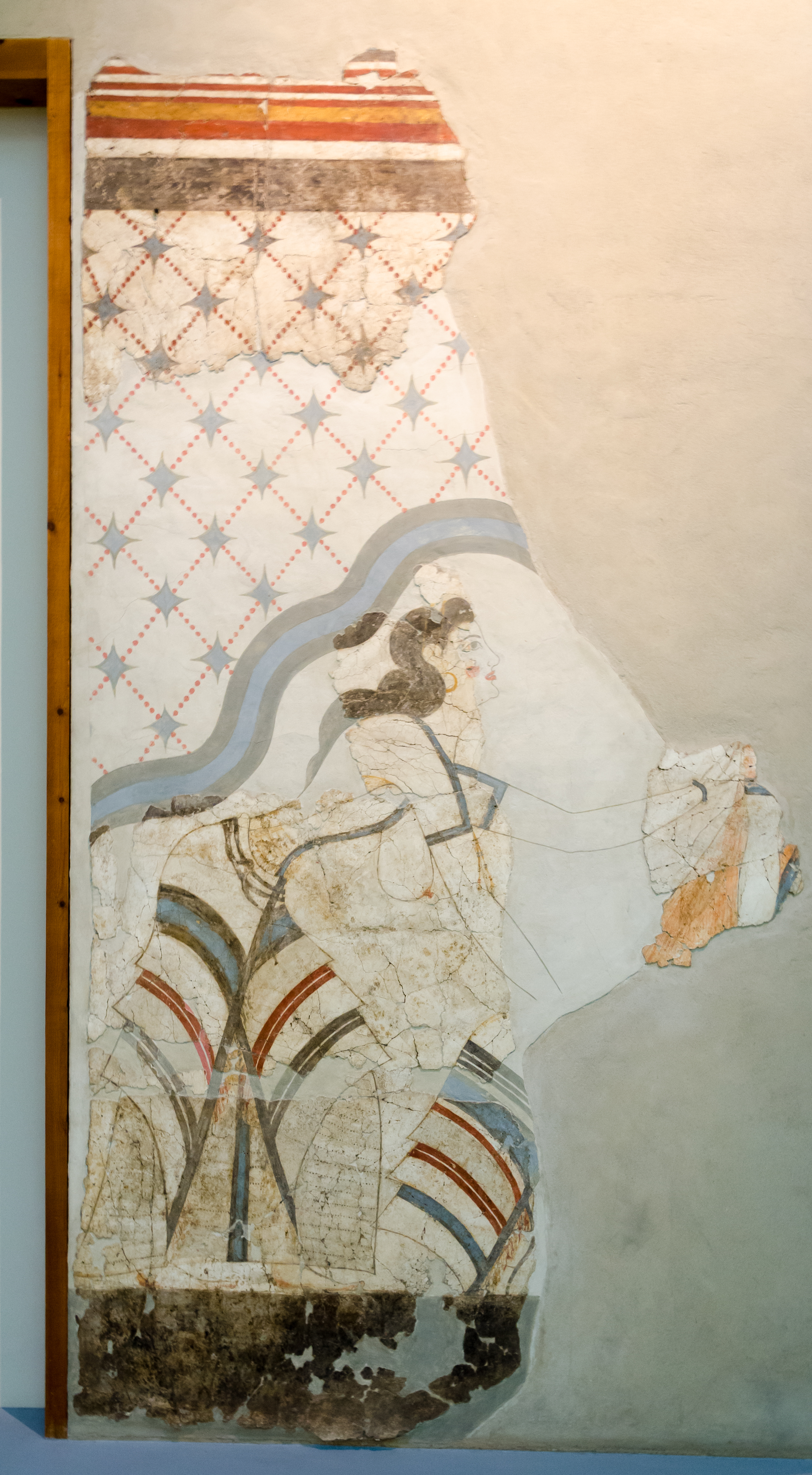
Affresco dalla "House of the Ladies"; vi è raffigurata una donna a seno nudo indossante un ricco abito policromo

### "House of the Ladies"
La “House of The Ladies” si trova a nord dell'edificio Delta e contava almeno tre piani. È stata danneggiata molto dall'erosione. In alcune stanze sono stati ritrovati grandi quantità di vasi di pietra e ceramiche, oltre agli affreschi delle “Ladies” e di piante di papiro. All'interno della stanza 1, sulle mura del settore ovest erano raffigurati mazzi di Daffodils in fiore secondo Marinatos, secondo Warren invece si tratterebbe della pianta di papiro. Il famoso affresco delle “Ladies” si trovava in un corridoio che dalla stanza 1 portava alla stanza dei papiri. Sulla parete sud si trovava una signora con le caratteristiche dello stile minoico che si muove verso est. Sulla parete a nord si trovava una signora simile, che tende verso una figura maschile seduta della quale è sopravvissuta solo una parte del vestito. Probabilmente si trattava di una composizione sola, una specie di processione delle donne verso qualcosa o qualcuno andati perduti. Sopra alle donne si trovavano tre fasci ondulati alternati neri e blu, e sopra il tutto era ricoperto da stelle blu intervallate da punti rossi. Considerando i vestiti e l'atteggiamento di processione secondo Marinatos si tratterebbe di una scena religiosa; un altro indizio per Marinatos è stata la scoperta nella stanza di casse di argilla che contenevano diversi vasi.. Gli affreschi si trovano al museo preistorico di Thera a Fira.

### La casa Occidentale

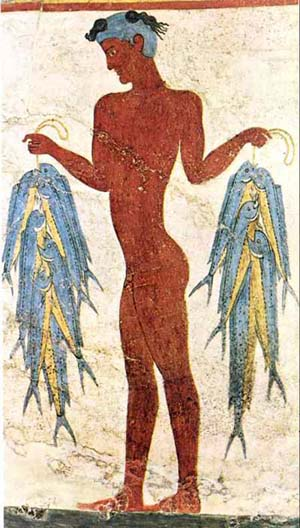
L'affresco del "Pescatore" all'interno della casa Occidentale

La casa Occidentale è posta tra la “House of the Ladies” e l'edificio Delta, ed è stata esplorata quasi tutta. Al momento della sua scoperta si trovava alla parte più a ovest, da questo il suo nome. Aveva due o tre piani. L'ala ovest era a due piani ma la scala nella parte più a est suggerisce l'esistenza di un terzo piano o un attico. Sono state ritrovate sei stanze principali contenenti ceramiche e vasi di pietra. Il piano più alto dell'ala ovest era decorato con splendidi affreschi staccatisi dalle pareti e ritrovati in frammenti all'interno del riempimento della casa.. Sempre all'interno dello stesso piano si trovava un magnifico bagno. La stanza 4 ha una forma a “L” probabilmente perché nell'angolo a sud ovest si trovava un bagno. Nella parete a ovest a entrambi i lati della finestra erano dipinte delle giare dalle quali uscivano cinque gigli in fiore, l'artista ha rappresentato bene il materiale di cui erano fatte le giare, marmo policromo venato. Le pareti della stanza erano decorate da un solo motivo che si ripeteva 8 volte.
Nell'angolo a nord est è stata ritrovata intatta la figura di una giovane sacerdotessa “the Young Priestess”. Marinatos la interpretò come sacerdotessa a causa dei suoi indumenti pesanti e perché tiene con la mano destra un vaso fatto di oro e argento scanalato e con un lungo manico dritto. Si tratta di un braciere per l'incenso pieno di carbone ardente colorato di rosso scuro. L'affresco decorava uno stipite della porta in modo che la giovane donna sembrasse muoversi dalla stanza 4 alla 5. Nella stanza 5 erano collocati due affreschi, uno a nord e uno a ovest. L'affresco del Pescatore, nell'angolo nordest, è stato trovato intatto. Secondo Marinatos sarebbe la prima volta che la nudità classica viene applicata a un mortale del periodo minoico, a parte le eccezioni dei bambini piccoli. Nella stanza si trovavano un fregio in alto e un fregio in basso rappresentante del marmo policromo, in modo da dare l'illusione di supportare i davanzali delle finestre presenti. Il fregio in alto probabilmente non era ancora stato finito al momento dell'eruzione, e si pensa che narrasse una storia dalla quale prenderebbe il nome "L'incontro sulla collina". Ne sono state ricostruite alcune parti attraverso dei frammenti: due processioni di figure maschili salgono sulla collina sia da un pendio che dall'altro. In un frammento si vede una figura in abito lungo che tende le braccia in avanti tenendo qualcosa, in atteggiamento di offerta. Le altre figure portano il perizoma minoico e tengono le braccia in atteggiamento di preghiera. Le due processioni convergono verso una coppia di alti personaggi ieratici. Secondo Iakovides camminavano verso un santuario di montagna. Gli altri tre gruppi di frammenti si sono conservati meglio. All'interno dell'affresco denominato "La battaglia" sullo sfondo si vedono diverse navi vicino a una spiaggia rocciosa. La prua di una nave in basso sembra essere danneggiata. Tra queste tre navi in basso si trovano tre uomini in posizioni innaturali, probabilmente un tentativo di rappresentare i guerrieri annegati. Sono navi da guerra che trasportano guerrieri.
Sopra alla scena del naufragio si trova una costruzione ad un piano solo con quattro aperture. Ad una delle aperture si trova un uomo rivestito con un indumento scuro e che porta un lungo bastone sulle sue spalle. Alla destra c'è una fila di guerrieri che marciano. I guerrieri indossano elmi di pelle ai quali sono apposte zanne di cinghiale. Si tratta del più antico tipo di elmo miceneo. Portano anche degli scudi che penzolano dal collo. Secondo Marinatos sarebbe un attacco. Sullo sfondo c'è la vita pacifica della campagna, vi si trovano due greggi, uno di pecore e uno di capre, che vanno in direzioni opposte insieme ai loro pastori. Al di là dei soldati ci sono alcune donne che  hanno appena finito di riempire le brocche al pozzo, vestono un corpetto aperto sul davanti e lunghe gonne a campana. Vi si trovano anche degli uomini, forse per corteggiare le ragazze. Ne risulta un netto contrasto tra le operazioni di guerra sulla riva e la tranquilla vita pastorale sullo sfondo. Per Marinatos si tratterebbe dell'invasione dei guerrieri micenei verso un pacifico villaggio in Libia. Marinatos avrebbe identificato la Libia nella chioma crestata di alcuni guerrieri annegati. Secondo Mario Benzi invece si tratterebbe di un espediente per mostrare i capelli che fluttuano nell'acqua. È andata perduta la parte con le navi vittoriose di Thera. Secondo Benzi i soldati sulla costa non sarebbero invasori ma truppe che si avviano verso il centro dello scontro, infatti i personaggi della scena pastorale non appaiono impressionati da ciò che sta accadendo. Sempre secondo Benzi, basatosi su frammenti inediti di animali e uomini, la battaglia si estendeva anche sulla terraferma e i greggi erano oggetto di contesa. La parte di fregio della parete a est mostra "La caccia del Grifone": un panorama fluviale con bestie selvagge, palme e piante esotiche, per Marinatos un paesaggio nord africano, a supporto della sua teoria. Vi si trova anche un grifone alato che pone la scena in una dimensione non reale, raffigurato al pari degli altri animali mentre corre, in veste di predatore, sarebbe una specie di proiezione soprannaturale dell'impresa, secondo Benzi. Sopra la parete sud si trovava l'affresco "Il ritorno della flotta" : il tema principale è una flottiglia in viaggio da un porto di città verso un altro porto, e il paesaggio passa da quello subtropicale a quello mediterraneo.
La prima città è una città Egea posta alla biforcazione di un piccolo corso d'acqua. Anche la seconda è di influenza minoica ma di rango superiore. In entrambe le città ci sono uomini e donne vestiti con mantelli e gonne di pelliccia, segno che questi costumi più antichi venivano ancora portati in ambiente rurale. Sulle altura dietro alla prima città un leone sta inseguendo un branco di cervi rossi all'ombra di pini e querci, secondo Benzi un tema di repertorio. Le barche sono 8, tutte a remi tranne una a vela, nave oneraria o nave di staffetta. Le navi a remi, tranne una, utilizzano un tipo di voga particolare: i rematori impugnano i remi con entrambe le mani come delle pagaie, sporti molto al di sopra del parapetto, con il viso volto alla prua. È un modo di remare adatto ad acque lacustri e poco produttivo; ciò ha portato a diverse interpretazioni: secondo S. Stucchi le navi starebbero retrocedendo verso l'approdo poiché nell'antichità si ormeggiava a poppa; secondo L. Casson rappresenterebbe una sorta di processione sacra sul mare in omaggio a un'antica tradizione durante la quale si remava in un modo ormai superato. A poppa si trova la torretta di comando con all'interno seduto il capitano, appoggiate al dritto di poppa ci sono figure di animali scolpite, sulla ruota di prua invece un'asta alla quale sono attaccati tramite uncini fiori, farfalle, volatili, conchiglie, sono decorazioni festive. La flotta arriva alla seconda città . Sulla riva c'è un edificio con cinque file sovrapposte di aperture triangolari, secondo S. Stucchi un ricovero per le navi tirate in secco. Nella prima cala ci sono barche ormeggiate, nella seconda cala due imbarcazioni tipo gondola ed una si muove verso le navi in arrivo. La città è in festa, gli abitanti accorrono a vedere la scena affacciandosi da alture, terrazze e finestre; alcuni uomini stanno andando a ricevere la flotta. A questa scena sono state date varie interpretazioni, ma sembra trattarsi comunque di una scena di gioia verso queste navi che arrivano, le due barche sono addobbate con decorazioni e i delfini ci giocano intorno. Marinatos spiega il fregio supponendo che il capitano fosse forse il proprietario della West House.

### Xestè 2
Le Xestè generalmente erano edifici costruiti
con il concio o il bugnato. La Xestè 2 si trova a est dell'edificio Delta, e
basandosi sulla facciata nord doveva avere tre piani, facciata che costituiva
un buon esempio di costruzione di pietra combinata al legname.

### Xestè 3
La Xestè 3 è situata a

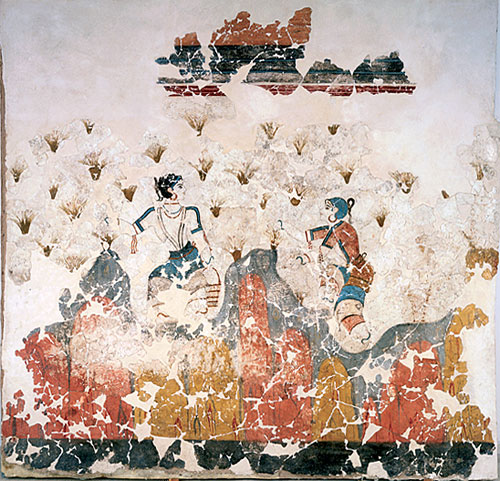
Raccoglitrici di Croco, dettaglio della parete est della stanza 3 della Xestè 3

sud ovest dell'edificio Gamma, ed è stata studiata a fondo a parte alcune delle
14 stanze del piano terra. Risale al secondo
millennio a.C
. Comprendeva due piani quasi identici ed un terzo
piano che si sovrapponeva alla metà occidentale dell'edificio e che probabilmente
presentava delle parti aperte a terrazza verso il mare. Si pensa che
fosse un edificio pubblico per funzioni cultuali
a causa della grande quantità di affreschi e la presenza di un bacino lustrale.
Ci sono ambienti dove si trovano raffigurate sole
femmine e soli maschi. Ciò ha fatto pensare che vi si svolgessero riti
d'iniziazione sia di uomini che di donne. Il bacino lustrale si trova a piano
terra e sopra al bacino c'è una piccola finestra rivolta a nord, unica fonte di
luce. Il muro settentrionale – sul quale poggia il bacino lustrale e
in cui si trova la finestra – è decorato da un affresco con tre figure
femminili; la prima porta una collana, la seconda è seduta su una roccia con
una ferita a un piede (e rappresenterebbe la pubertà), la terza ha la testa
verso destra e il torso girato verso sinistra. Sulla parete
orientale adiacente era raffigurato l'ingresso sormontato dalle corna di
consacrazione, allusione alla maternità. Al piano superiore, sulla parete orientale,
due figure femminili sono intente alla raccolta del croco, o zafferano, momento
in cui le donne si allontanano dalla comunità durante la festa stagionale della
dea. Il croco veniva usato anche come analgesico contro i dolori mestruali.
Secondo Suzanne Amigues gli affreschi rappresenterebbero una festività primaverile nella
quale si ringrazia la dea per il dono della pianta con tutte le sue molteplici
proprietà, anche farmaceutiche. Secondo la ricostruzione di Ferrence e
Benderski, la divinità rappresentata sarebbe quindi una dea della salute e la
Xesté 3 una sorta di luogo di terapie, di clinica al femminile. La scena
continua nella parete settentrionale, in cui un'altra giovane donna compie la
stessa operazione. In questo settore, dopo la parziale interruzione della finestra,
vi è la scena principale: un'imponente figura femminile in trono, alle cui spalle
è un grifone rampante, accoglie l'offerta del croco fatta da una scimmia, mentre
un'altra fanciulla getta il contenuto di stimmi del suo cesto in un contenitore
più grande, ai piedi dell'animale. Nella parete a sud invece sono rappresentate
altre figure femminili, di età più matura rispetto alle prime. In entrambi i
piani le scene si svolgono sullo sfondo di un paesaggio astratto, fatto di rocce
e ciuffi di croco. Le donne sono abbigliate e ingioiellate. Soprattutto la dea
con una serie di collane con vaghi di perle a forma di libellule e di papere le
ornano il collo, un serpente si intreccia ai suoi capelli. Gli affreschi del
settore femminile sono stati interpretati principalmente in modi diversi,
spesso fra loro interrelati e che in parte si completano a vicenda. Secondo
Nanno Marinatos essi rappresenterebbero delle scene di iniziazione, a cui
sarebbe legato anche il bacino lustrale qui interpretato come adyton, vale a
dire come luogo sacro, come luogo di separazione nel quale si depositano
offerte e si compiono riti di iniziazione e non come apparato per libagioni. All'interno
del settore femminile della Xesté 3 inoltre si potevano creare effetti scenografici
alternando la luce piena, che dalla
finestrella cadeva esattamente nell'area del bacino lustrale, e luce
indiretta proveniente dai “polythyra” (un ambiente di passaggio e di
circolazione interna, senza finestre ma con ben 12 porte) che, se chiusi o
aperti, potevano lasciar filtrare una luminosità più o meno forte. Il fatto che
la finestra guardi perfettamente a nord indica che in realtà poca luce entrava
da questa e quasi sempre con direzione trasversale e non perpendicolare. Una
possibile ipotesi su almeno alcuni dei rituali che si svolgevano nella Xesté 3
è che in quell'edificio le donne imparassero o dovessero dimostrare ritualmente
di avere imparato, attraverso dei gesti simbolici come il triturare e il
conservare, le proprietà terapeutiche del croco per la cura dei loro malanni. Vi
sono stati ritrovati alcuni vasi interi, brocche, coppe, giare, anfore, pithoi
, un'olla con dipinta una rondine, diverse lampade in terracotta, oggetti che
differenziano la Xestè 3 dagli altri edifici. I pithoi forse
venivano utilizzati per lavacri o
libagioni, come confermato anche dalle immagini del settore maschile relative al lavacro e alla vestizione. Le
abluzioni del settore maschile sono state interpretate in senso rituale e
collegate al secondo momento dell'iniziazione, in cui si realizza la
separazione dalla comunità così come teorizzato da Van Gennep. La purificazione
precederebbe il terzo momento con il reintegro nel gruppo. Fra la ceramica,
particolarmente interessante è il vaso detto Simblos, fatto ad “alveare” o a
“granaio” si tratta di una sorta di boccale sormontato da un cono chiuso, ad
eccezione di un foro laterale, decorato da applicazioni plastiche oblunghe,
variamente interpretate come chicchi di grano o api.

### Xestè 4
La Xestè 4 è situata a
sud est dell'edificio Beta e possiede un contorno di muratura in bugnato. È il più grande edificio scoperto finora. Misura
tre piani e gli archeologi pensano che possa essere stato un edificio pubblico proprio
per le sue dimensioni. La scala, su entrambi i lati, aveva frammenti di
affreschi raffiguranti uomini in processione.

## Reperti materiali

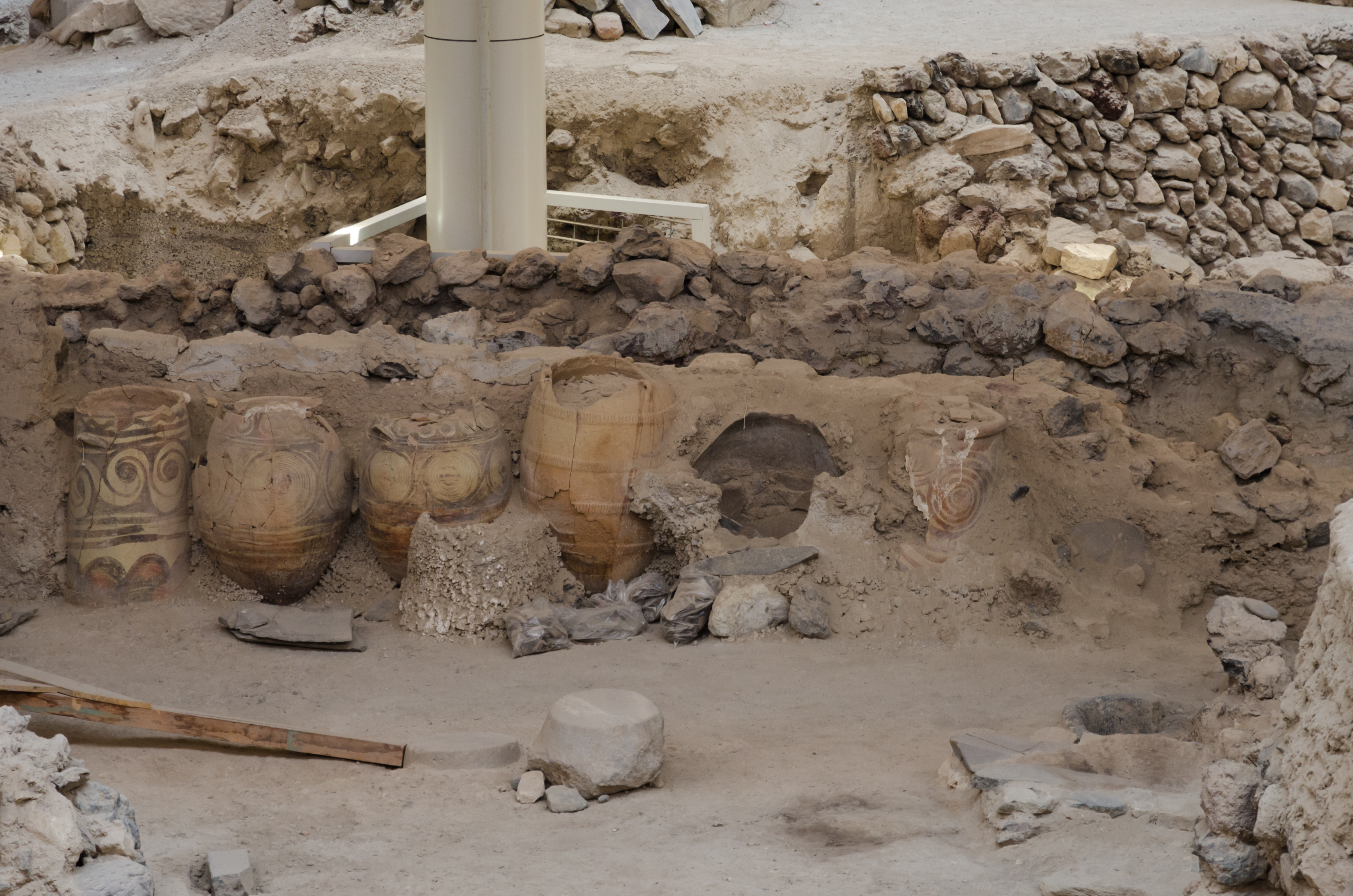
Vasi visibili all'interno del sito

Lo scavo ha prodotto molti artefatti utili per capire la tecnologia della tarda età del bronzo. Molti sono vasi di ceramica, grandi giare che venivano usate per immagazzinare merci o per il trasporto, vasi per l'uso in cucina. Alcuni vasi in terracotta contenevano tracce di olio d'oliva, pesce e cipolle. La maggior parte delle ceramiche venivano prodotte localmente, in stili e forme diverse a seconda dell'uso a cui erano destinate. Le ceramiche provenienti da Thera sono riconoscibili per la loro composizione, l'argilla infatti contiene pomice e rocce vulcaniche. Quasi sempre le ceramiche venivano decorate, i vasi venivano dipinti, e i principali colori erano nero marrone e rosso. La standardizzazione di alcuni tipi di vasi associati a certe decorazioni fa pensare a una produzione industriale, ma mantenendo sempre una certa fantasia e originalità nelle decorazioni, nei i temi, e le forme. Nonostante ci si aspettasse che nella tarda età del bronzo la pietra fosse soppiantata dal metallo sono stati reperiti molti strumenti e vasi in pietra. Questo massiccio utilizzo della pietra forse era dovuto al fatto che nell'isola si trovavano le materie prime adatte. La produzione era divisa in strumenti, vasi e oggetti minori. I principali strumenti erano smerigliatrici, pestelli, lucidatrici, martelli, palle da demolizione, macine, ancore. Gli oggetti metallici venivano considerati articoli di lusso. All'interno del sito è stato ritrovato qualcosa di bronzo come ami da pesca, pugnali, scalpelli, falci, punteruoli e coltelli. Inoltre anche dei vasi come padelle, bracieri per l'incenso, teglie, pentole e brocche. Il piombo veniva usato soprattutto nei pesi a forma di disco di varie misure, unità di misura del sistema metrico minoico, e che rappresentavano circa due terzi dei pesi in piombo conosciuti nell'area egea. La presenza del grande numero di pesi riflette la grande importanza che aveva Akrotiri come stazione commerciale. L'argento era presente in piccoli anelli. In oro è stato recuperato agli inizi del 2000 un oggetto a forma di stambecco scoperto sotto il pavimento di una casa. Non sono stati trovati altri gioielli o metalli preziosi a parte una spada in bronzo esposta al museo preistorico di Thera a Fira. I mobili che arredavano le case erano in legno e sono stati ricostruiti in base al negativo della loro forma lasciato impresso sulla cenere che vi si era posata sopra. Si è potuta ricostruire la forma di letti, tavoli, sedie, sgabelli e un piccolo tavolino a tre zampe con decorazioni scavate sulle gambe. Gli elementi più piccoli, come mobili, vasi e sculture, sono esposti nel museo archeologico di Fira a Santorini. Tuttavia non tutti i manufatti sono stati portati via, e si possono ammirare camminando lungo le passerelle appositamente costruite durante gli scavi.

## Storia

### Le origini e lo sviluppo di Akrotiri
Le origini di Akrotiri
vengono poste nel periodo antico
cicladico (II-III). Durante il passaggio dall'antica alla media età del bronzo
(3000 a.C. – 1550 a.C.) Akrotiri passa da insediamento costiero a importante città
portuale come dimostrato dai reperti che evidenziano i contatti stretti e
continui tra Thera e la Grecia continentale durante la media età del bronzo
(2000 a.C. – 1550 a.C.). Akrotiri era diventata uno dei porti principali dell'Egeo.
Ad oggi non è chiara la posizione del porto perché la linea costiera ha subito
mutamenti durante il tempo, prima dell'eruzione del 1628 a.C., e il mare doveva
trovarsi più nell'entroterra. La costa attuale è formata da elementi e pietre
fuoriusciti dall'eruzione vulcanica del 1628 a.C. Il porto si sarebbe trovato
in un punto circondato e protetto da colline, e potrebbe essere riconoscibile
nell'affresco della flotta nella casa Occidentale

### La fine della civiltà
L'Akrotiri del tardo cicladico I è quella ricostruita dopo il
terremoto. Il fatto che non siano stati ritrovati scheletri tra le rovine sta a
indicare il fatto che gli abitanti, avvertiti da scosse che avevano preceduto
il terremoto distruttivo, si erano resi conto dell'imminente disastro ed erano
fuggiti nella campagna aperta. Il terremoto poi deve essere stato seguito da un
periodo di calma prima dell'eruzione vulcanica definitiva, forse qualche mese,
durante il quale gli abitanti erano tornati alla città ed avevano ristrutturato
o demolito gli edifici danneggiati. La nuova città si presentava più grande
rispetto alla precedente, alcune case furono ristrutturate, altre demolite, altre ancora costruite ex novo, mantenendo
comunque la vecchia mappa della città. Sono stati ritrovati molti utensili e strumenti
per la ristrutturazione e la demolizione. Nella casa Occidentale sono stati
ritrovati due cestini di argilla pieni di malta fresca per l'intonaco dei muri,
ciò sta a indicare che improvvisamente durante la ristrutturazione accadde
qualcos'altro, il vulcano cominciò ad eruttare. La fiorente civiltà di Thera
era al suo massimo quando sopraggiunse l'eruzione vulcanica distruttiva del
1628 a.C. Anche questa volta gli
abitanti avvisati da avvenimenti precedenti come fumi e gas, erano fuggiti
portando con sé le cose di valore. La seconda evacuazione fu l'ultima. Poco
dopo infatti l'intera isola fu ricoperta da un sottile strato di 3 centimetri
di pomice sulla quale deve essere
piovuto, fissandola. Dopo un periodo che
può esser andato da qualche mese a due anni, il vulcano cominciò a eruttare
pomice grande anche 15 cm di diametro. La fase finale dell'eruzione fu
costituita dall'eruzione di ceneri vulcaniche che ricoprirono il sito fino
anche a 5 metri di spessore. Alla fine anche colossali massi di basalto furono
eruttati insieme alla cenere, urtando la città in modo significativo come è
accaduto per la Xestè 4 dove sono state ritrovate queste rocce. Grazie a queste
polveri e ceneri vulcaniche si sono conservati reperti o negativi di questi. Il
vuoto che si era creato sotto alla struttura del vulcano causò il collasso della
parte centrale dell'isola creando la caldera. Non è provabile archeologicamente
se accadde immediatamente dopo l'eruzione, ma sicuramente il collasso non
avvenne prima, dato che sono state ritrovate rovine proprio sulla scogliera
attuale, e alcune costruzioni ritrovate a Balos da H. Mamet e Gorceix sono
addirittura spezzate a causa del collasso delle pareti della caldera su cui
poggiavano. L'eruzione di Santorini durante l'età del bronzo è l'unica eruzione
vulcanica associata ad un civilizzazione. Sono passati almeno due secoli prima
che l'isola fosse riabitata.

## La società

### Il commercio
La città di Akrotiri viveva basandosi
sull'agricoltura e il commercio marittimo che era la parte fondamentale. La
città era un importante porto commerciale, gli abitanti erano marinai fin dalle
origini, e scambiava merci soprattutto con la Grecia continentale e l'isola di Creta, come si può dedurre dai
tipi di merce e dai manufatti scoperti; ma lo scambio veniva praticato anche
con altre isole dell'Egeo e paesi come l'Egitto e la Siria, della quale sono
state ritrovate alcune anfore.

### Allevamento, agricoltura e pesca
Gli abitanti di Akrotiri praticavano
l'allevamento degli animali. Capre e pecore erano la prima fonte di carne,
seguiti da maiali e bestiame. I bovini venivano impiegati per trainare l'aratro, per
il trasporto di merci e per ricavarne latte e carne. All'allevamento di terra si
affiancava la pesca. Venivano pescati in mare pesci, ricci di mare, patelle,
tritoni, motivo per cui sono state ritrovate molte conchiglie al'interno delle
rovine. Venivano mangiate anche le lumache, delle quali sono stati ritrovati
molti gusci, non si trattava di una specie indigena, e veniva importata da Creta
in grandi quantità come cibo di lusso. Gli archeologi hanno trovato anche
tracce di grano e legumi, zafferano e olive importate. Pistacchi e noci
venivano conservati nelle giare. È possibile che usassero anche il miele. Praticavano la
viticultura, come si può dedurre da alcuni dipinti sui vasi.

### Struttura sociale
È difficile ricostruire la struttura
della società a causa dell'assenza di scrittura, è stata trovata solo
un'iscrizione in lineare A su una brocca e qualche frammento scritto, e dell'assenza
di oggetti di materiale prezioso, indicatori dello stato economico e sociale
dei proprietari, probabilmente portati via prima del disastro. C'erano
artigiani specializzati che costituivano gruppi come gli architetti,i muratori
e i carpentieri che si occupavano dei sofisticati problemi strutturali degli
edifici. La ceramica veniva lavorata in scala industriale per soddisfare il
bisogno locale, e si ipotizza che ci fosse un centro principale di produzione.
Un altro gruppo di artigiani specializzati era costituito da quelli che
lavoravano la pietra. Manufatti in pietra venivano costruiti a Thera e
esportati in numero considerevole. Per la costruzione delle barche erano
coinvolti diversi tipi di artigiani come carpentieri, maestri d'ascia, velai e
altri. Vi si trovavano poi fattori e pescatori. La religione, per quel poco che
si può estrarre dagli edifici, sembra essere simile a quella cretese minoica
riflettendo la grande influenza culturale che ha avuto Creta sulle isole
cicladiche. La grande influenza minoica ha fatto spesso pensare a una colonizzazione
minoica di Thera, ma in realtà la popolazione era indigena e solo influenzata
dalla cultura minoica.